# Draconarius auriculatus
Draconarius auriculatus là một loài nhện trong họ Amaurobiidae.
Loài này thuộc chi Draconarius. Draconarius auriculatus được Yajun Xu & S. Q. Li miêu tả năm 2006.